# Rasteau (AOC)
Pour l’article homonyme, voir Rasteau.
Le rasteau est un vin d'appellation d'origine contrôlée produit sur les communes de Cairanne, Rasteau et Sablet, dans le département français de Vaucluse en région Provence-Alpes-Côte d'Azur. 
Pour les vins rouges, seule la commune de Rasteau a le droit d'en produire. La reconnaissance d’AOC date de 1944 pour les vins doux naturels et de 2010 pour les vins rouges secs.

## Histoire
Sous la colonisation romaine ce site, proche de Vaison-la-Romaine, fut la villa rustica d'un préfet de cohorte de la cité des Voconces.  La naissance présumée de Rasteau est à partir de –30. La plus ancienne mention du village a été faite en 1009 dans un contrat de précaire signé par Pierre de Mirabel, évêque de Vaison. Durant tout le Moyen Âge, ce lieu resta aux évêques de Vaison qui en étaient seigneurs spirituels et temporels. Dans la commune, une chapelle du XVIIe siècle est placée sous le vocable de Notre-Dame des Vignerons. En 1753, une tour abritant une horloge est construite au-dessus du Portalet.

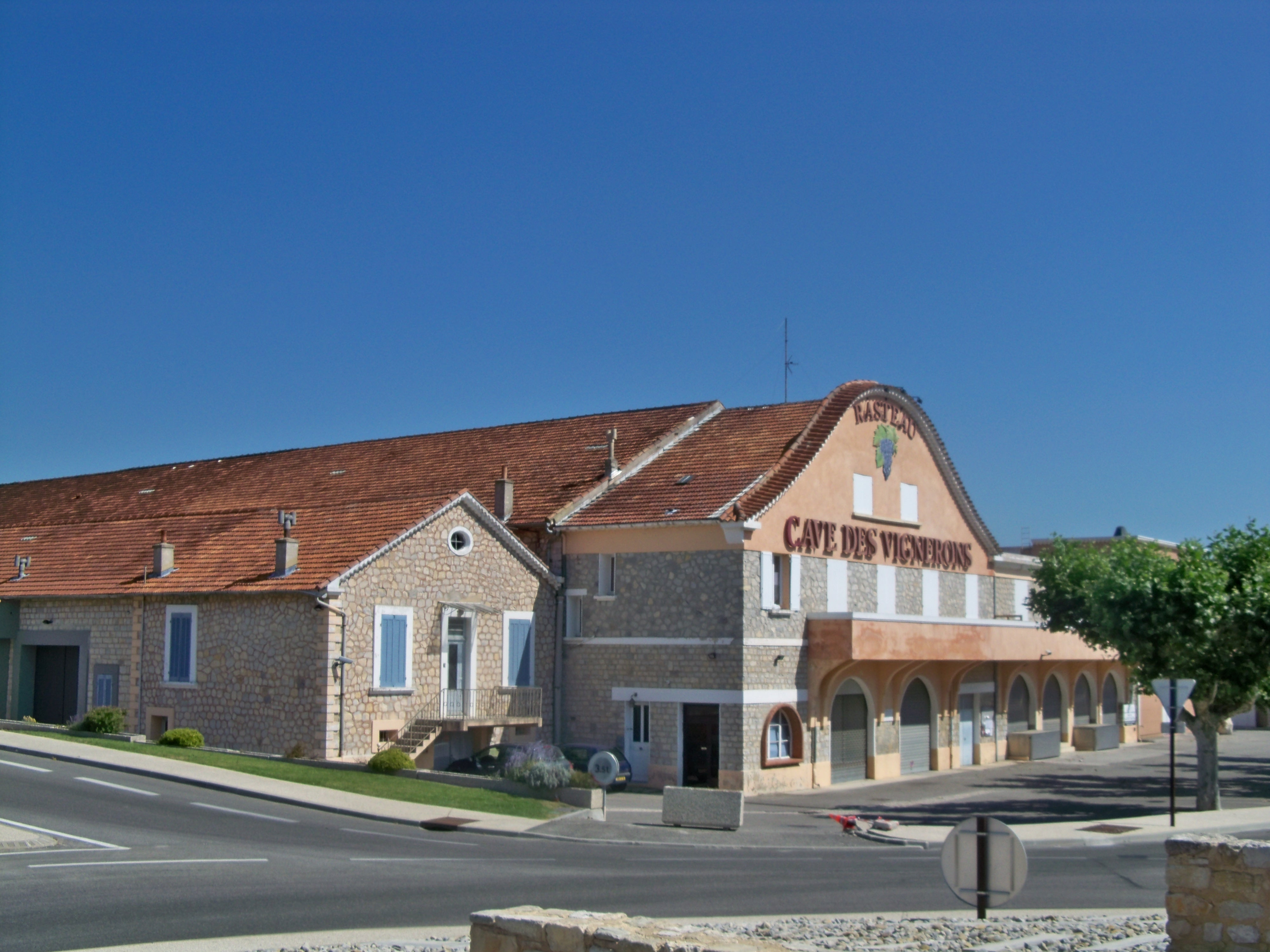
Cave de Rasteau.
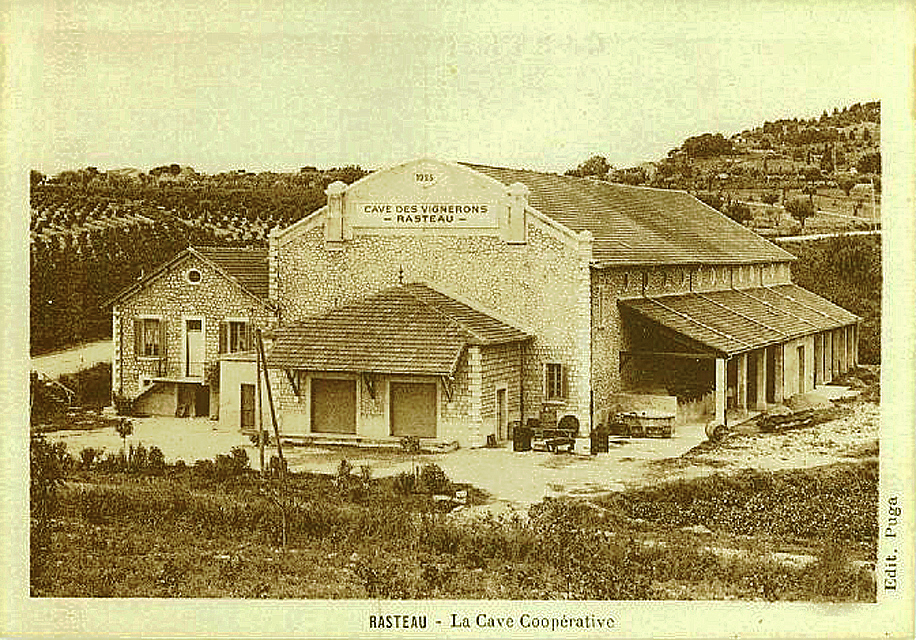
Cave de Rasteau en 1930.

La cave coopérative est créée en 1925. Les vignerons commencent à privilégier la qualité sur la quantité. Puis se créent, au cours des années 1970 des caves indépendantes. Une fête des vins originale, appelée Nuit des vins se déroule pour la première fois le 14 août 1986. Depuis, face à son succès, elle a été renouvelée chaque année à la mi-août.
Créée le 5 janvier 1944, l'AOC a vu son cahier des charges évoluer à plusieurs reprises, en 1972, 2009, 2010 et 2011. La version actuellement homologuée a été adoptée le 11 janvier 2024.

### Étymologie
La plus ancienne graphie attestée est de Rastellum, reprenant le vocable latin rastellum (râteau). C'est une métaphore d'origine oronymique.

## Vignoble
L'aire d'appellation du rasteau se situe dans la partie française de la vallée du Rhône, dans le Nord du département de Vaucluse, entre les vallées de l'Eygues et de l'Ouvèze, sur la seule commune de Rasteau. Il s'agit d'une des appellations des côtes du Rhône méridionales, bordée par l'aire produisant le cairanne à l'ouest, celle du côtes-du-rhône-villages Roaix en amont (au nord-est) et du côtes-du-rhône-villages Séguret en aval (sur la rive gauche de l'Ouvèze, au sud-est).

### Orographie et géologie

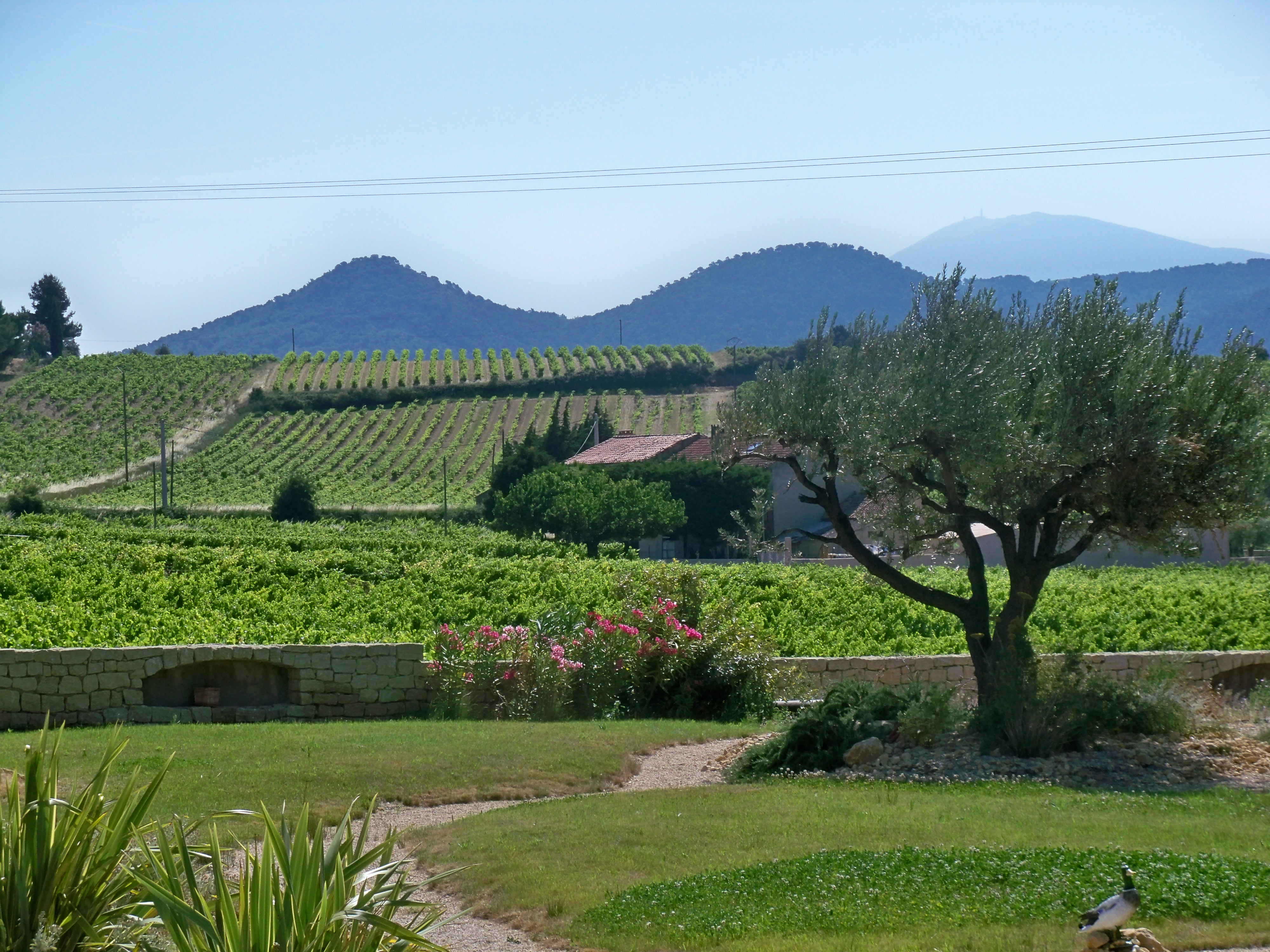
Vignoble de Rasteau, implanté sur des coteaux.

Le village émerge au-dessus de ses vignes plantées soit en terrasses, soit en croupes arrondies, la quasi-totalité de son vignoble se situe sur la « montagne » de Ventabren. Les pentes de ses coteaux exposés plein sud font un paravent au mistral.
La « montagne » de Ventabren est une ancienne terrasse du diluvium alpin composée d'une matrice d'argile rouge, très riche en galets roulés de quartz et de calcaire gris.

### Climatologie
Le climat de ce terroir est soumis à un rythme à quatre temps : deux saisons sèches (une brève en hiver, une très longue et accentuée en été), deux saisons pluvieuses, en automne (pluies abondantes et brutales) et au printemps. Sa spécificité est son climat méditerranéen qui constitue un atout exceptionnel :
- Le mistral assainit le vignoble ;
- La saisonnalité des pluies est très marquée ;
- Les températures sont très chaudes pendant l'été.

La station météorologique d'Orange (sur la BA 115 d'Orange-Caritat, à 57 mètres d'altitude : 44° 08′ 40″ N, 4° 51′ 39″ E) est à treize kilomètres au sud-ouest de l'aire d'appellation.
| Mois                              | jan. | fév. | mars | avril | mai  | juin | jui. | août | sep.  | oct. | nov. | déc. | année |
| --------------------------------- | ---- | ---- | ---- | ----- | ---- | ---- | ---- | ---- | ----- | ---- | ---- | ---- | ----- |
| Température minimale moyenne (°C) | 2,1  | 2,4  | 5,3  | 7,9   | 11,9 | 15,6 | 18   | 17,7 | 14    | 10,6 | 6    | 2,8  | 9,5   |
| Température moyenne (°C)          | 6,2  | 7,2  | 10,8 | 13,6  | 17,7 | 21,9 | 24,5 | 24,2 | 19,7  | 15,4 | 10,1 | 6,7  | 14,8  |
| Température maximale moyenne (°C) | 10,3 | 11,9 | 16,2 | 19,3  | 23,6 | 28,1 | 31,1 | 30,8 | 25,5  | 20,3 | 14,2 | 10,6 | 20,2  |
| Nombre de jours avec gel          | 9,2  | 7,4  | 2,1  | 0     | 0    | 0    | 0    | 0    | 0     | 0,1  | 2,3  | 8,1  | 29,2  |
| Précipitations (mm)               | 54,8 | 36,6 | 44,5 | 63    | 60,1 | 37,4 | 38,4 | 40,2 | 105,3 | 94,5 | 96,6 | 48,2 | 719,6 |

| Diagramme climatique                                  |             |             |           |              |              |            |              |             |              |           |             |
| J                                                     | F           | M           | A         | M            | J            | J          | A            | S           | O            | N         | D           |
| 10,32,154,8                                           | 11,92,436,6 | 16,25,344,5 | 19,37,963 | 23,611,960,1 | 28,115,637,4 | 31,11838,4 | 30,817,740,2 | 25,514105,3 | 20,310,694,5 | 14,2696,6 | 10,62,848,2 |
| Moyennes : • Temp. maxi et mini °C • Précipitation mm |             |             |           |              |              |            |              |             |              |           |             |

Tableau comparatif des précipitations relevées en nord Vaucluse lors de l'année 2006.
| Pluie.                                   | Oct. | Nov.  | Dec. | Jan.  | Fev. | Mars. | Avril. | Mai  | Juin | Juil. | Août | Sept. |
| ---------------------------------------- | ---- | ----- | ---- | ----- | ---- | ----- | ------ | ---- | ---- | ----- | ---- | ----- |
| % de précipitations comparé à la normale | 90 % | 100 % | 48 % | 103 % | 61 % | 84 %  | 16 %   | 42 % | 5 %  | 174 % | 60 % | 175 % |
| Fort orage (grêle)                       | 0    | 0     | 0    | 0     | 0    | 0     | 0      | 0    | 0    | 7     | 2    | 2     |

Températures relevées en nord Vaucluse lors de l'année 2006.
| Température.                             | Oct.          | Nov.          | Dec.          | Jan.          | Fev.          | Mars.         | Avril.        | Mai           | Juin          | Juil.         | Août          | Sept.         |
| ---------------------------------------- | ------------- | ------------- | ------------- | ------------- | ------------- | ------------- | ------------- | ------------- | ------------- | ------------- | ------------- | ------------- |
| t° la plus chaude (date)                 | 25,2° (le 09) | 21,7° (le 03) | 14,2° (le 04) | 13,3° (le 19) | 15,5° (le 13) | 23,9° (le 31) | 26,7° (le 26) | 30,9° (le 17) | 35,2° (le 28) | 38,9° (le 21) | 34,1° (le 01) | 34,2° (le 04) |
| Nombre de jours t° > à 30°               | 0             | 0             | 0             | 0             | 0             | 0             | 0             | 2             | 16            | 31            | 2             | 8             |
| t° la plus froide (date)                 | 6,6° (le 05)  | -5,8° (le 28) | -6,9° (le 30) | -6,8° (le 15) | -4,7° (le 03) | -3,2° (le 02) | -2,8° (le 08) | 4,9° (le 01)  | 9,4° (le 02)  | 17° (le 07)   | 11,1° (le 15) | 10,3° (le 01) |
| Nombre de jours t° < à -6° (forte gelée) | 0             | 1             | 2             | 5             | 0             | 0             | 0             | 0             | 0             | 0             | 0             | 0             |

Tableau des différentes vitesses du mistral enregistrées et à sa fréquence au cours de l'année 2006. Une partie du  vignoble est protégée du mistral par la montagne de Ventabren.
| Mistral.                                             | Oct.    | Nov.    | Dec.     | Jan.    | Fev.    | Mars.    | Avril.  | Mai     | Juin     | Juil.   | Août    | Sept.   |
| ---------------------------------------------------- | ------- | ------- | -------- | ------- | ------- | -------- | ------- | ------- | -------- | ------- | ------- | ------- |
| Vitesse maximale relevée sur le mois                 | 87 km/h | 91 km/h | 118 km/h | 96 km/h | 97 km/h | 112 km/h | 97 km/h | 94 km/h | 100 km/h | 90 km/h | 90 km/h | 90 km/h |
| Tendance : jours avec une vitesse > 16 m/s (58 km/h) | ---     | =       | ++       | --      | +++     | ---      | ++++    | ++++    | =        | =       | ++++    | +       |

### Encépagement
Pour le vin rouge :
- cépage principal : grenache noir (supérieur ou égal à 50%) ;
- cépages complémentaires : mourvèdre N, syrah N ;
- cépages accessoires : bourboulenc B, brun argenté N (localement dénommé camarèse ou vaccarèse), carignan N, cinsaut N, clairette B, clairette rose Rs, counoise N, grenache blanc B, grenache gris G, marsanne B, muscardin N, piquepoul blanc B, piquepoul noir N, roussanne B, terret noir N, ugni blanc B et viognier B.

Pour le vin doux naturel :
- cépages principaux : grenache N, grenache gris G, grenache blanc B. (supérieur ou égal à 90%)
- cépages accessoires : bourboulenc B, brun argenté N (localement dénommé camarèse ou vaccarèse), carignan N, cinsaut N, clairette B, clairette rose Rs, counoise N, marsanne B, mourvèdre N, muscardin N, piquepoul blanc B, piquepoul noir N, roussanne B, syrah N, terret noir N, ugni blanc B et viognier B.

## Vins
Les données de production des années récentes, telles que publiées par les Douanes, sont :
| Année | rasteau rouge sec | rasteau rouge sec | rasteau rouge sec | rasteau grenat (VDN) | rasteau grenat (VDN) | rasteau grenat (VDN) |
| Année | superficie (ha)   | production (hl)   | rendement (hl/ha) | superficie (ha)      | production (hl)      | rendement (hl/ha)    |
| ----- | ----------------- | ----------------- | ----------------- | -------------------- | -------------------- | -------------------- |
| 2020  | 943               | 33 384            | 35                | 2,73                 | 59                   | 22                   |
| 2021  | 964               | 31 976            | 33                | 1,08                 | 29                   | 27                   |
| 2022  | 944               | 33 719            | 36                | 13,1                 | 340                  | 26                   |
| 2023  | 964               | 33 490            | 35                | 7,94                 | 209                  | 26                   |
| 2024  | 946               | 28 694            | 30                | 6,49                 | 171                  | 26                   |

| Année | rasteau rosé (VDN) | rasteau rosé (VDN) | rasteau rosé (VDN) | rasteau blanc (VDN)       | rasteau blanc (VDN)       | rasteau blanc (VDN)       |
| Année | superficie (ha)    | production (hl)    | rendement (hl/ha)  | superficie (ha)           | production (hl)           | rendement (hl/ha)         |
| ----- | ------------------ | ------------------ | ------------------ | ------------------------- | ------------------------- | ------------------------- |
| 2020  | 2,98               | 73                 | 25                 | ?                         | ?                         | ?                         |
| 2021  | 3,58               | 61                 | 17                 | données confidentialisées | données confidentialisées | données confidentialisées |
| 2022  | 3,34               | 93                 | 28                 | données confidentialisées | données confidentialisées | données confidentialisées |
| 2023  | 8,14               | 230                | 28                 | données confidentialisées | données confidentialisées | données confidentialisées |
| 2024  | 11,1               | 309                | 28                 | 1,44                      | 37                        | 25                        |

### Gastronomie

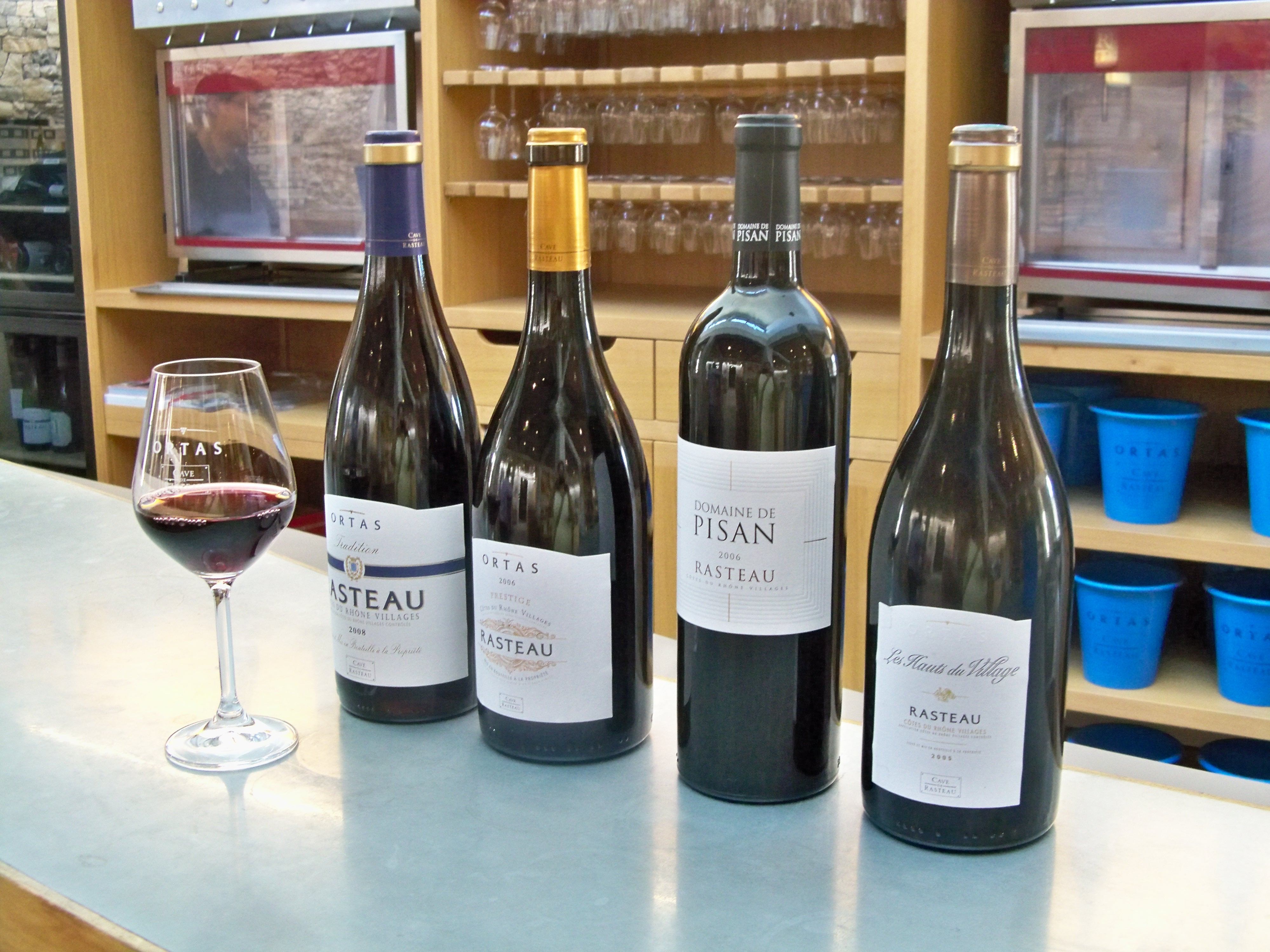
Quatre cuvées différentes de rasteaux rouges.

Le rouge qui possède une grande aptitude au vieillissement, - dix ans et plus - est traditionnellement conseillé sur du gibier et de la venaison et il s'accorde parfaitement avec les daubes (avignonnaises ou provençale), les civets de lièvre ou de sanglier et avec une gardianne de taureau. 
Le rosé, en fonction de sa vinification - par saignée ou par pressurage - peut se garder entre 2 ou 4 ans. C'est un vin à boire à table avec les charcuteries et les fromages. Il s'accorde parfaitement avec la cuisine asiatique.
Le blanc, traditionnellement, est conseillé soit en apéritif, soit sur des poissons, coquillages et crustacés. Il se révèle parfait en accompagnement d'un fromage de chèvre.
L'ancienne terrasse du diluvium alpin est composée d'une matrice d'argile rouge, très riche en galets roulés de quartz et de calcaire gris. Ce vignoble produit des vins d'une grande qualité tant en blanc, rosé et rouge. Les rouges dégagent à l'agitation un nez de cassis et d'épices douces. Charnus et bien structurés, ils ont un beau potentiel de vieillissement.

### Millésimes
Ils correspondent à ceux du vignoble de la vallée du Rhône. Ils sont notés : année exceptionnelle , grande année , bonne année ***, année moyenne **, année médiocre *.
| Caractéristiques | Article de qualité | ***                | ***                | Bon article        | Article de qualité | Bon article        | Bon article        | ***                | Bon article | Bon article        |
| Millésimes 1990 | 1999               | 1998               | 1997               | 1996               | 1995               | 1994               | 1993               | 1992               | 1991        | 1990               |
| Caractéristiques | ***                | ***                | **                 | ***                | Bon article        | **                 | **                 | **                 | ***         | Article de qualité |
| Millésimes 1980 | 1989               | 1988               | 1987               | 1986               | 1985               | 1984               | 1983               | 1982               | 1981        | 1980               |
| Caractéristiques | Article de qualité | Article de qualité | Bon article        | ***                | Article de qualité | **                 | Bon article        | ***                | Bon article | Article de qualité |
| Millésimes 1970 | 1979               | 1978               | 1977               | 1976               | 1975               | 1974               | 1973               | 19722              | 1971        | 1970               |
| Caractéristiques | Bon article        | Article de qualité | Bon article        | **                 | ***                | Bon article        | ***                | **                 | **          | Article de qualité |
| Millésimes 1960 | 1969               | 1968               | 1967               | 1966               | 1965               | 1964               | 1963               | 1962               | 1961        | 1960               |
| Caractéristiques | **                 | *                  | Article de qualité | Article de qualité | ***                | ***                | **                 | **                 | ***         | Article de qualité |
| Millésimes 1950 | 1959               | 1958               | 1957               | 1956               | 1955               | 1954               | 1953               | 1952               | 1951        | 1950               |
| Caractéristiques | Bon article        | Bon article        | Article de qualité | Bon article        | Bon article        | ***                | Bon article        | Article de qualité | **          | Article de qualité |
| Millésimes 1940 | 1949               | 1948               | 1947               | 1946               | 1945               | 1944               | 1943               | 1942               | 1941        | 1940               |
| Caractéristiques | Article de qualité | Article de qualité | Article de qualité | Bon article        | Article de qualité | **                 | Article de qualité | Bon article        | **          | **                 |
| Millésimes 1930 | 1939               | 1938               | 1937               | 1936               | 1935               | 1934               | 1933               | 1932               | 1931        | 1930               |
| Caractéristiques | *                  | Bon article        | Bon article        | ***                | **                 | Article de qualité | Article de qualité | **                 | **          | **                 |
| Millésimes 1920 | 1929               | 1928               | 1927               | 1926               | 1925               | 1924               | 1923               | 1922               | 1921        | 1920               |
| Caractéristiques | Article de qualité | Article de qualité | **                 | Bon article        | **                 | Bon article        | Bon article        | **                 | Bon article | Bon article        |
| Sources : Yves Renouil (sous la direction), Dictionnaire du vin, Éd. Féret et fils, Bordeaux, 1962 ; Alexis Lichine, Encyclopédie des vins et alcools de tous les pays, Éd. Robert Laffont-Bouquins, Paris, 1984, Les millésimes de la vallée du Rhône & Les grands millésimes de la vallée du Rhône |                    |                    |                    |                    |                    |                    |                    |                    |             |                    |

Soit sur 90 ans, 24 années exceptionnelles, 26 grandes années, 16 bonnes années, 22 années moyennes et 2 années médiocres.

### Structure des exploitations
La cave coopérative représente près de 55 % de la production et regroupe 170 adhérents. À ses côtés, ce sont 34 caves indépendantes qui vinifient les vins de Rasteau dont 20 sont installées sur le territoire de la commuune.

### Commercialisation
Plus de 80 % des vins de Rasteau sont commercialisés en bouteilles et 40 % partent à l’export.

### Principaux producteurs

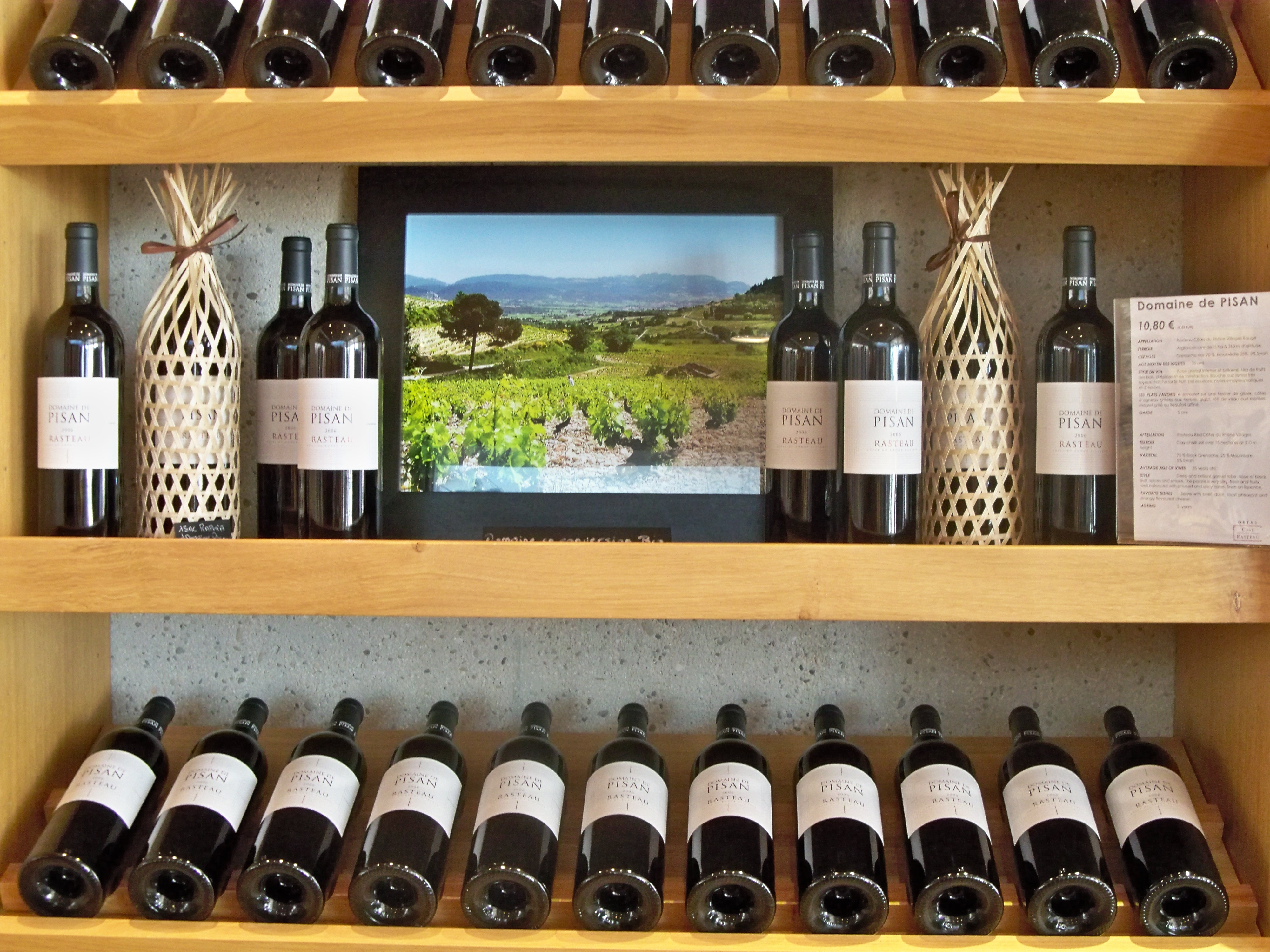
AOC rasteau Domaine de Pisan.

- Domaine Combe Julière
- Domaine Martin
- Cave des vins de Rasteau
- SCEA Domaine Les Girasols
- Domaine Coteaux Travers
- Domaine Wilfried
- Domaine de Beaurenard
- Domaine Grand Nicolet
- Domaine Beau Mistral
- Domaine des Nymphes du Grand Jas
- Domaine Didier Charavin
- Domaine Gramiller
- Domaine la Girardière
- Domaine des Banquettes

### Caveaux de dégustation

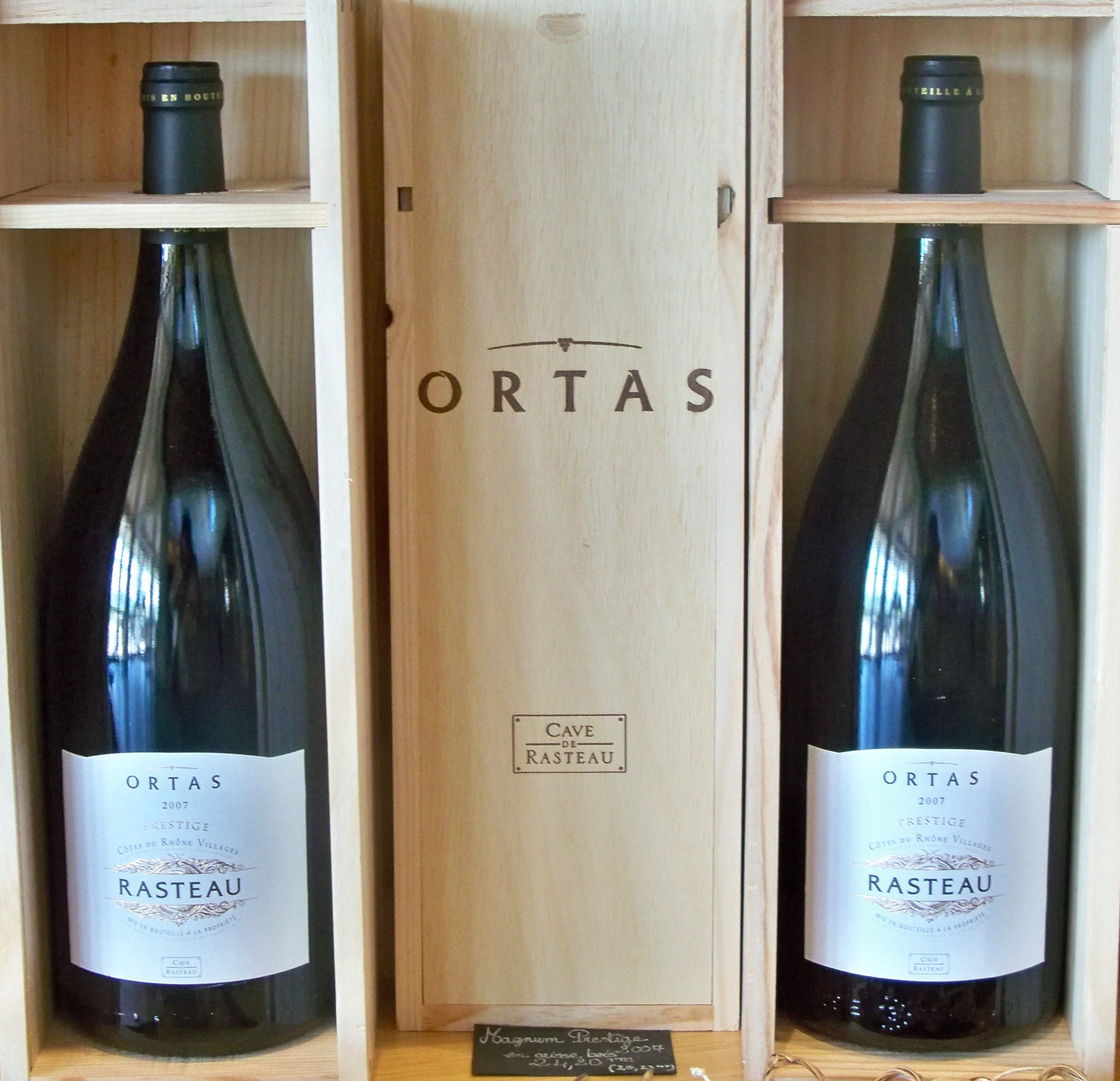
Magnums de rasteau rouge.

Une charte de qualité, à laquelle adhèrent caves et domaines de Rasteau, a été mise en place dans la vallée du Rhône par Inter Rhône. Elle propose trois catégories différentes d'accueil en fonction des prestations offertes par les professionnels. 
La première - dite accueil de qualité - définit les conditions de cet accueil. Un panneau à l'entrée doit signaler que celui-ci est adhérent à la charte. Ce qui exige que ses abords soient en parfait état et entretenus et qu'il dispose d'un parking proche. L'intérieur du caveau doit disposer d'un sanitaire et d'un point d'eau, les visiteurs peuvent s'asseoir et ils ont de plus l'assurance que locaux et ensemble du matériel utilisé sont d'une propreté irréprochable (sols, table de dégustation, crachoirs, verres).
L'achat de vin à l'issue de la dégustation n'est jamais obligatoire. Celle-ci s'est faite dans des verres de qualité (minimum INAO). Les vins ont été servis à température idéale et les enfants se sont vu proposer des jus de fruits ou des jus de raisin. Outre l'affichage de ses horaires et des permanences, le caveau dispose de fiches techniques sur les vins, affiche les prix et offre des brochures touristiques sur l'appellation. 
Caveaux à Rasteau
La seconde - dite accueil de service - précise que le caveau est ouvert cinq jours sur sept toute l'année et six jours sur sept de juin à septembre. La dégustation se fait dans des verres cristallins voire en cristal. Accessible aux personnes à mobilité réduite, il est chauffé l'hiver et frais l'été, de plus il dispose d'un éclairage satisfaisant (néons interdits). Sa décoration est en relation avec la vigne et le vin, une carte de l'appellation est affichée. Il dispose d'un site internet et fournit à sa clientèle des informations sur la gastronomie et les produits agroalimentaires locaux, les lieux touristiques et les autres caveaux adhérant à la charte. Des plus les fiches techniques sur les vins proposés sont disponibles en anglais
Caveaux à Rasteau
La troisième - dite accueil d'excellence - propose d'autres services dont la mise en relation avec d'autres caveaux, la réservation de restaurants ou d'hébergements. Le caveau assure l'expédition en France pour un minimum de vingt-quatre bouteilles. Il dispose d'un site Internet en version anglaise et le personnel d'accueil parle au moins l'anglais.
Caveaux à Rasteau

### Musée du Vigneron

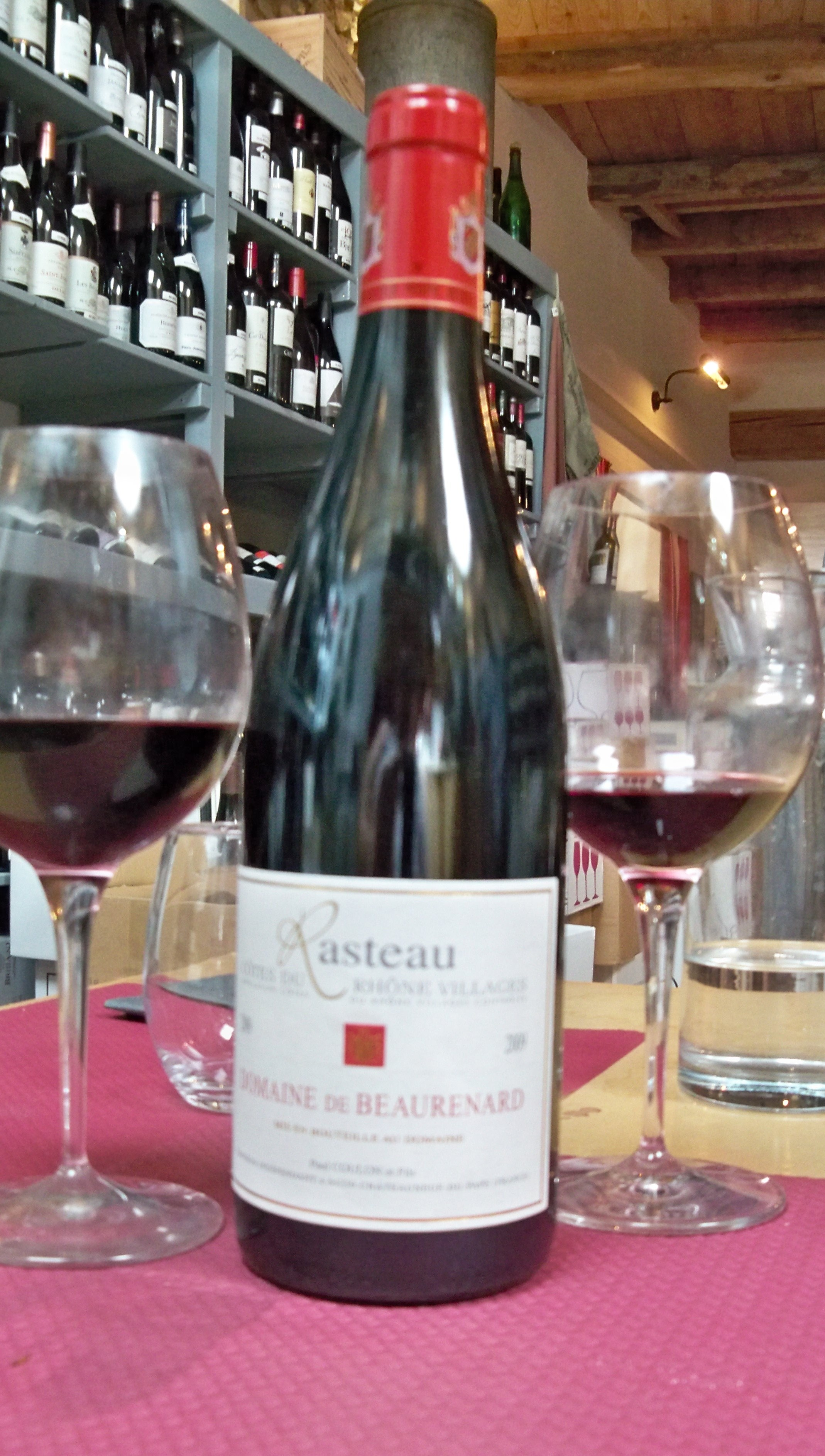
AOC rasteau, Domaine de Beaurenard.

À la sortie du village, sur la route de Roaix, en direction de Vaison-la-Romaine, se trouve le Musée du Vigneron qui permet de découvrir, en cours de visite des sept salles, des outils vignerons, les anciens système de soins de la vigne (sulfatage), toute une collection de cartes postales anciennes sur la viticulture vauclusienne. Ce tour d'horizon se termine par une dégustation des vins du propriétaire, vigneron à Rasteau et à Châteauneuf-du-Pape.